# Суперкубок Германии по футболу 2017
Суперкубок Германии по футболу 2017 — 8 розыгрыш турнира после его восстановления. Матч состоялся 5 августа между чемпионом Германии «Баварией» и Боруссией из Дортмунда.

## Матч

### Детали
| «Боруссия»                 | 2–2      | «Бавария»                           |
| -------------------------- | -------- | ----------------------------------- |
| Пулишич 12′ · Обамеянг 71′ | протокол | 18′ Левандовский · 88′ (авт.) Бюрки |
| Пенальти                   |          |                                     |
|                            | 4:5      |                                     |